# Joachim Grupp
Joachim Grupp (* 1959) ist ein deutscher Karatetrainer und Buchautor. Er ist 7. Dan der Karate-Stilrichtung Shotokan.
Joachim Grupp hat Sozialwissenschaften und BWL u. a. mit dem Abschluss Master of Business Administration (MBA) studiert.  
Grupp betreibt seit 1976 Karate. Er ist vielfacher Berliner Meister, JKA-Cup-Sieger und A-Prüfer des Deutschen Karateverbands. Er ist Vorsitzender und Trainer des von ihm mitbegründeten Vereins „Shotokan Karate Academy e. V.“  2015 wurde er anlässlich des 25-jährigen Jubiläums seines Vereins mit dem BKV-Ehrenzeichen in Gold des Berliner Karate Verband e. V. ausgezeichnet.
Grupp ist Autor von vier Lehrbüchern zum Shotokan-Karate, die auch ins Englische und ins Spanische übersetzt wurden.

## Lehrbücher
- Shotokan-Karate. Technik, Training, Prüfung. Meyer und Meyer Verlag, Aachen 2000, ISBN 978-3-89124-627-6.
- Shotokan-Karate. Kata Band 1. Meyer und Meyer Verlag, Aachen 2002, ISBN 978-3-89124-845-4.
- Shotokan-Karate. Kata Band 2. Meyer und Meyer Verlag, Aachen 2003, ISBN 978-3-89124-946-8.
- Shotokan-Karate. Kumite. Meyer und Meyer Verlag, Aachen 2004, ISBN 978-3-89899-009-7.